# Écaillon (rivier)
De Écaillon is een rivier van het Scheldebekken in Frankrijk, die evenals de Rhonelle ontspringt nabij Locquignol in het bos van Mormal en even ten zuiden van Le Quesnoy passeert, en ten slotte in de Schelde (rechteroever) uitmondt te Thiant, na een loop van 33 kilometer.
Er zijn in het Noorderdepartement meerdere gemeenten met Écaillon in de naam zoals Écaillon, Saint-Martin-sur-Écaillon, Vendegies-sur-Écaillon en Monchaux-sur-Écaillon.
- Nationale Bibliotheek van Israël: 987007475865405171
- Virtual International Authority File: 151233965